# بحتريون
البُحتريون، ويُعرفوا أيضاً باسم بنو بُحتر أو آل تنوخ، كانوا عشيرة تزعمها بعض أمراء الغرب جنوب شرق بيروت في جبل لبنان خلال القرنين الثاني عشر والخامس عشر والذين أسسوا الإمارة التنوخية/البحترية. البحتريون هم إحدى بطون اتحاد قبائل التنوخيون، وقد أسس أتابك دمشق المسلمون إمارتهم في الغرب، بعد استيلاء الصليبيين على بيروت في 1110. والتي كُلفت بحراسة الحدود الجبلية بين السواحل الصليبية والداخل الإسلامي في بلاد الشام. ومُنح أُمراءها إقطاعات على قرى الغرب والسلطة على محاربينهم من الفلاحين الذين اعتنقوا الديانة الدرزية التي يتبعها البحتريون. وكان لولاة دمشق البوريين والزنكيين والأيوبيين والمماليك على التوالي، السلطة على الاعتراف بإقطاعاتهم أو تقليصها أو زيادتها مقابل خدماتهم العسكرية وجمع المعلومات الاستخبارية في الحرب مع الأمراء الصليبيين في بيروت وصيدا. حافظ البحتريون على علاقات تجارية مع الصليبيين خلال أوقات السلم.
بلغ البحتوريون أوج قوتهم إبان عهد السلطان المملوكي الجركسي برقوق (حكم من 1382 إلى 1389، من 1390 إلى 1399)، حيث دعموه أثناء استيلائه على السلطة من أسلافه الأتراك. نمت ثروات البحتريين خلال هذه الفترة، بفعل المؤسسات التجارية، وتصدير الحرير وزيت الزيتون والصابون من بيروت إلى الحكام المماليك في مصر، كما وصلوا إلى منصب والي بيروت مرتين، في عشرينيات وتسعينيات القرن الخامس عشر حتى القرن السادس عشر. وقد حظوا بتبجيل فلاحي الغرب لحماية مصالحهم ضد التدابير الحكومية، وتشجيعهم للزراعة، وكبح جماح خصومهم المحليين، التركمان أمراء كسروان. انحسر نفوذ الإمارة البحترية خلال السنوات الأخيرة من حكم المماليك، لصالح حلفائهم القدامى، آل معن الدروز في الشوف. ومع ذلك، استمروا في زعامة منطقة الغرب خلال العصر العثماني، حتى قضى الزعيم الدرزي علي علم الدين على عشيرتهم في 1633.

## أصولهم

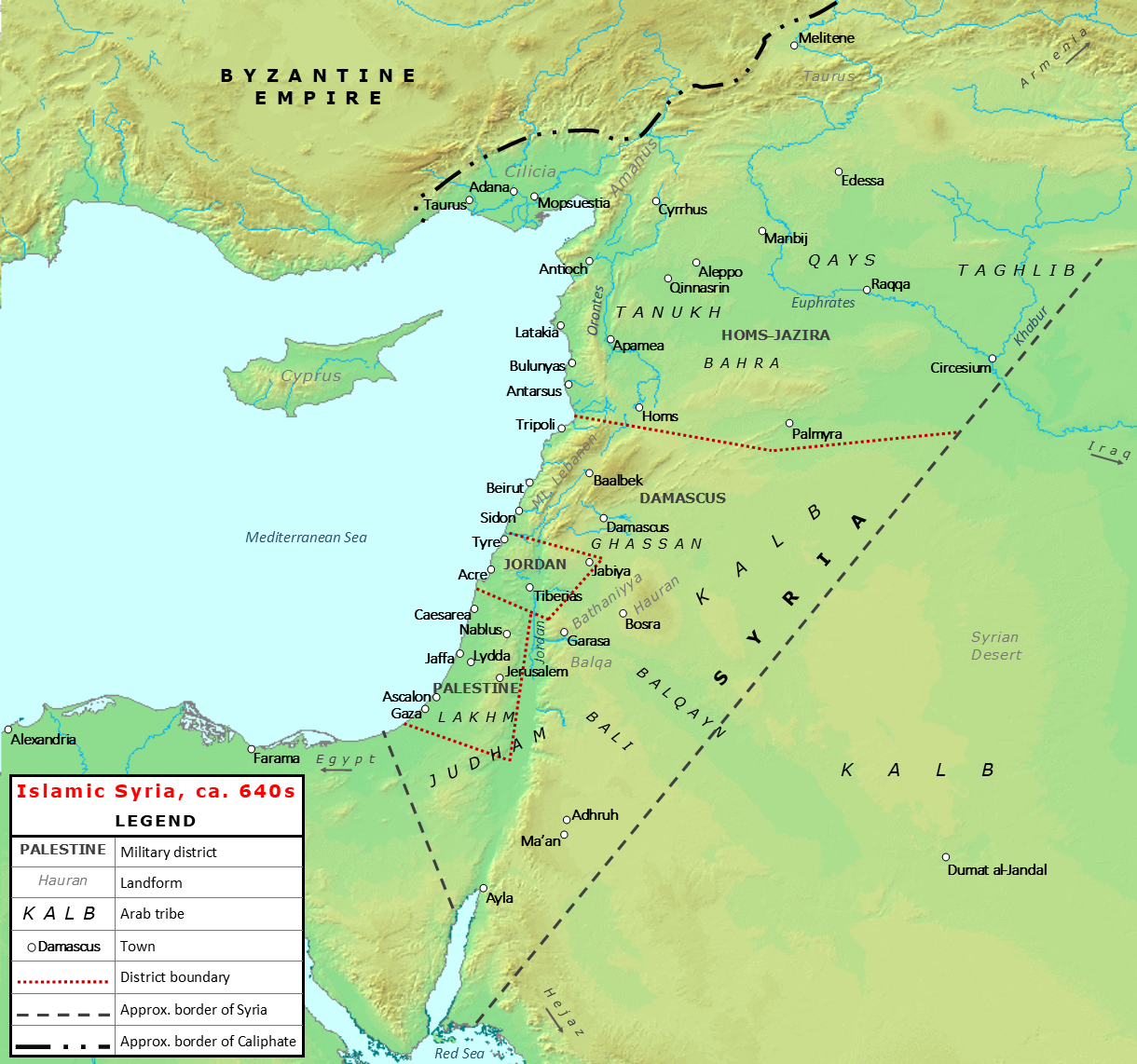
خريطة لبلاد الشام الإسلامية المبكرة. خيم التنوخيون بالقرب من حلب وقنسرين طوال فترة الحكم البيزنطي والأموي حتى هجرتهم إلى الجبال شمال غرب حمص في أواخر القرن الثامن.

كان البحتريون عشيرة من التنوخيين، وهم اتحاد قبلي عربي يعود وجودهم في بلاد الشام إلى القرن الرابع الميلادي على الأقل، عندما كانوا بمثابة أول اتحاد عربي فيوديراتي (اتحادات قبلية) للإمبراطورية البيزنطية. في ذلك الوقت، كان التنوخيون من المسيحيين الأرثوذكس المتدينين، وظلوا في الخدمة البيزنطية حتى الفتح الإسلامي للشام في ثلاثينيات القرن السادس. على الرغم من أن جزءاً من هذا الاتحاد فر إلى الأناضول البيزنطية، إلا أنهم بقوا في المقام الأول في أماكن سكنهم حول حلب وقنسرين (خالسيس) في شمال بلاد الشام وتحالفوا في النهاية مع الخلافة الأموية في بلاد الشام (661-750) مع احتفاظهم إلى حد كبير بعقيدتهم المسيحية. لاحقاً، اعتنقت القبيلة الإسلام ودُمرت كنائسها، بعد إعدام زعيمها البارز ليث بن محاطة على يد الخليفة العباسي المهدي (حكم من 775 إلى 785) المقيم في العراق، لرفضه اعتناق الإسلام. وفي عهد ابن المهدي، هارون الرشيد (حكم من 786 إلى 809)، أغار المتمردون على مستوطنات التنوخيين، مما أجبرهم على الفرار من منطقة قنسرين إلى الجبال الساحلية الشمالية في بلاد الشام، والتي سُميت فيما بعد «جبل تنوخ» أو «جبل بهراء»، نسبة إلى تنوخ وقبيلة بهراء [الإنجليزية].

### تمركزهم في الغرب
كان دخول التنوخيين إلى منطقة لبنان المعاصر، الواقعة إلى الجنوب مباشرة من جبل تنوخ، «المرحلة الأخيرة من دورهم التاريخي في بلاد الشام [الشام الإسلامي]»، بحسب المؤرخ عرفان شهيد. يذكر السجل الأرسالاني (سجل أنساب عائلة أرسلان في الشويفات) أن التنوخيين بدأوا بالانتقال إلى جبل لبنان في عهد الخليفة العباسي المنصور (حكم من 754 إلى 775)، والذي أمر عدداً من زعماء القبيلة بتأمين منطقة الساحل وخطوط المواصلات حول بيروت من هجمات البيزنطيين. كانت الرسالة رقم 50، إحدى رسائل الحكمة التي ألفها المبشرون الدروز في أوائل القرن الحادي عشر، موجهة صراحةً إلى ثلاثة أمراء تنوخيين استقروا في منطقة الغرب الجبلية جنوب شرق بيروت، ودعتهم إلى مواصلة تقليد أسلافهم في نشر التعاليم الدرزية. كانت منطقة الغرب أقل وعورة من المناطق المجاورة لها من الشمال والجنوب، ونبعت قيمتها الاستراتيجية من سيطرتها على مرفأ بيروت الجنوبي والطريق الذي يربط بيروت بدمشق. كان الفلاحون المحاربون الذين سكنوا منطقة الغرب يعتنقون الديانة الدرزية، وهي فرع مقصور على فئة معينة من الإسماعيلية، وهي ديانة الخلفاء الفاطميين في مصر (حكم من 973 إلى 1171). يرى شهيد أن التنوخيين دخلوا الغرب كمسلمين سُنة وأصبحوا بعد ذلك دروزاً. وربما يكون زعمائهم في الغرب قد تلقوا واعتنقوا الدعوة الإسماعيلية الفاطمية في وقت مبكر من أواخر القرن العاشر.
عندما استولى الصليبيون على بيروت في 1110 بعد حصار دام ثلاثة أشهر، ذبحوا حاميتها وزعماء القبائل الإسلامية في الجبال المجاورة الذين ساعدوا في الدفاع عنها. يرى تاريخ عائلات جبل لبنان البارزة في القرن التاسع عشر لطنوس الشدياق والسجل الأرسلاني أن التنوخيين القتلى كانوا ينتمون إلى نسل قبيلة أرسلان بقيادة عضد الدولة علي، الذي قُتل مع معظم أفراد عائلته. في حين نجا الأمير الأرسلان، مجد الدولة محمد، وترك صيدا للصليبيين قبل أن ينسحب إلى الغرب حيث استحوذ على أراضي أقربائه الراحلين، واحتفظ بها حتى مقتله في إحدى المعارك في 1137.
يعتقد المؤرخ كمال الصليبي أن الأتابكة المسلمين المتعاقبين (الحكام الأتراك) في دمشق أعادوا توطين جبل لبنان برجال القبائل العربية لدعم الحدود مع الإمارات الصليبية. ومن أبرز عائلات المستوطنين فرع التنوخيين بزعامة علي بن الحسين. أشار مؤرخ أوائل القرن الخامس عشر صالح بن يحيى، وهو من البحتريين، إلى أن جد علي كان أبو إسحاق إبراهيم بن أبي عبد الله، الذي كان قائد مكان يسمى «البيرة» في 1027. بينما يحدد الصليبي البيرة بالمدينة المحصنة التي تحمل ذات الاسم على الحدود البيزنطية الإسلامية في الأناضول حيث اكتسب رجال عشيرة إبراهيم وأحفادهم خبرة كبيرة في حرب الحدود، تعتبر المؤرخة نجلاء أبو عز الدين أن نظرية الصليبي خاطئة وترى أن البيرة هي قرية في الغرب تحمل الاسم نفسه المذكور في رسالة الدروز 48. تُشير أبو عز الدين أيضاً إلى أن مدخل السجل الأرسلاني لعام 1061 يسجل اسم أبو إسحاق إبراهيم بن عبد الله كواحد من الأمراء التنوخيين الثلاثة الذين وجهت لهم الرسالة 50 وتحدد وفاته في 1029. يشكك المؤرخ ويليام هاريس في نظرية الصليبي حول أصول البحتريين ويعتبر أنه من المرجح أن تكون عشيرتهم قد تأسست بالفعل في الغرب وكانت على الأقل على صلة قرابة بعيدة بالأرسلانيين التنوخيين الذين قُتلوا في 1110، على الرغم من أن العشيرة ربما توسعت بفضل المستوطنين الدروز من شمال بلاد الشام.
كان البحتريون يُعرفون باسم «بني أبي عبد الله» نسبة إلى الجد الأكبر لعلي بن الحسين. وأصبحوا يعرفون باسم «بني بحتر» بعد صعود ابن علي بن الحسين، ناهض الدولة بحتر. استقرت العشائر المستقلة عن البحتريين في المناطق المجاورة، بما في ذلك عشيرة آل معن، التي تأسست في الشوف جنوب الغرب مباشرة في 1120 وأقامت علاقات سياسية مع البحتريين وصاهرتهم، وبنو شهاب بالمثل. الذين تمركزوا في وادي التيم بين جبل لبنان وريف دمشق الغربي في 1173.

## إمارة الغرب

### الفترة البورية والزنكية
أقر مجير الدين أبق، آخر أتابك بوري لدمشق بإمارة ناهض الدولة بحتر على الغرب في يونيو 1147. ويعتبر إقراره المكتوب، كما سجله ابن يحيى حرفياً، هو أقدم نص معروف عن البحتريين. وفيه إقرار بسيادة بُحتر على منطقة الغرب، وحُكم قراها، وملكية عائداتها، وحماية رؤساء القرى والفلاحين. ومن المحتمل أن بحتر كان من بين قادة الحدود الذين استدعاهم أبق للمساعدة في صد غارة صليبية على دمشق في 1148، وكان محاربوه الدروز جزءاً من «العديد من الرماة» الذين قدموا «من جهة البقاع وغيرها» للدفاع عن المدينة خلال تلك المعركة التي أشار إليها المؤرخ الدمشقي ابن القلانسي (ت. 1160).
مَثَل بنو سعدان أو بنو أبي الجيش الخصم المحلي الرئيسي للبحتريين في منطقة الغرب أثناء الحروب مع الصليبيين، وهم عشيرة من بدو بني الحمراء من وادي البقاع وكان مركزهم الرئيسي في عرمون. ربما كان بنو أبي الجيش قد استقروا أيضاً في الغرب بإذن الأتابك البوريين أو دخلوا المنطقة بمبادرة منهم، ولكن في كلتا الحالتين، اُعترف بهم أيضاً كأمراء للمنطقة. كان البحتريون العشيرة الأقوى دائماً، لكن صراعاتهم مع بني أبي الجيش حول السيادة في الغرب تكررت طوال الفترة الصليبية وحتى العصر المملوكي في جبل لبنان. حافظ آل بحتر في كثير من الأحيان على مواطن إقامة مربحة مع أمراء بيروت الصليبيين ومدينة صيدا الساحلية القريبة إلى الجنوب، والذين «كانوا دائماً على استعداد لدفع أموال كافية مقابل حسن نية البحتريين»، وفقاً للصليبي. وفي الوقت نفسه، كان الأمراء حريصين على إظهار حمايتهم للحدود بحماس ديني للحفاظ على الدعم المالي وتجنب هجمات حكام دمشق المسلمين.

خريطة بلاد الشام خلال العصر الإسلامي. ساعد البحتريون في حراسة الحدود الإسلامية من لوردات بيروت، على الرغم من أنهم حافظوا على درجة من العلاقات معهم خلال وقت السلم.

لما استولى نور الدين، أتابك حلب الزنكي، على دمشق البورية في 1154، وما نتج عن ذلك من توحيد بلاد الشام الإسلامية تحت قيادته، تخلى الأمير البحتري زهر الدين كرامة عن أي اتفاقات ربما أقامها مع الصليبيين وعرض خدماته على نور الدين. وأقر الأخير بإمارة كرامة على الغرب في 1157، ومنحه السيطرة على معظم قراها وقرى أخرى في جنوب جبل لبنان ووادي البقاع ووادي التيم على شكل إقطاعة، وكذلك أمده بأربعين فارساً من دمشق وأذن له بفرض ما يستطيع من الضرائب في زمن الحرب. أدى دعم نور الدين لكرامة، إلى تأسيسه مقراً له في قلعة الغرب بسرحمور (سرحمول حالياً)، حيث هاجم الصليبيين على طول الساحل. أدى قرب الكرامة من بيروت إلى إزعاج لورداتها من بيت بريزبار، واستمرت سلسلة من الغارات والغارات المضادة بينهم وبين كرامة حتى 1166 بعد قيام غوتييه الثالث دي بريزبار ببيع إقطاعية بيروت لملك بيت المقدس. استمرت التوترات بين لوردية بيروت والبحتريين حتى وفاة كرامة ومقتل أبنائه الثلاثة الكبار، وكلاهما وقع في وقت ما قبل 1170. يرى ابن يحيى أن لورد بيروت استدرج الأبناء لحضور حفل زفاف حيث أُعدموا.
مَثَل مقتل كرامة وأبنائه وهجوم الصليبيين اللاحق على سرحمور نهاية البحتريين. كان جمال الدين حجي، الابن الأصغر لكرامة، صبياً صغيراً وهرب من سرحمور مع أمه، وانتقل إلى قرية طردله في الغرب، حيث منحه نور الدين إقطاعة صغيرة تعويضاً عن وفاة والده وإخوته. كما نجا عم حجي، شرف الدولة علي، من الهجوم الصليبي وأعاد تأسيس ذاته في عرمون حيث أسس سلالة من البحتريين.

### العصر الأيوبي
توفي نور الدين في 1174، وقام تابعه السابق، صلاح الدين الأيوبي، بتأسيس السلطنة الأيوبية، التي امتدت إلى مصر وجزء كبير من بلاد الشام الإسلامية بحلول 1182. غزا صلاح الدين الأيوبي بيروت في 6 أغسطس 1187. وعند اقترابه من المدينة، استقبله حجي في قرية خلدة الساحلية. استدعى صلاح الدين حجي عقب استيلائه على بيروت، وأعلن أنه سينتقم لخسائر عائلته، وأقر إمارته في الغرب. ضُمت سبع قرى إلى إقطاعية حجي واُعتُرف بها كممتلكات ورثها والده وجده. طرد العادل سلطان مصر وشقيق صلاح الدين، الأفضل بن صلاح الدين وخليفته في دمشق، في 1196 ونُفاه إلى صلخد، حيث طلب مساعدة حجي والبحتريين في استعادة السلطنة. ولا يُعرف ما إذا كان حجي قد رد على الأفضل.
استعاد الصليبيون بيروت في 1197 وكان لورداتها الجُدد من بيت إبلين [الإنجليزية] أكثر عدوانية من آل بريزبار في تأكيد نفوذهم في ريف بيروت. لم يبلي حجي بلاءً حسناً خلال فترة حكمهم وربما رفض التوصل إلى تسوية معهم في ضوء قتل الصليبيين لعائلته وتدمير سرحمول. حصل حجي على اعتراف بإقطاعته في 1222، من أمير دمشق الأيوبي، المعظم عيسى، الذي اشتكى له حجي في وقت ما من سوء معاملة بيت إبلين له. لا يُعرف سنة وفاة حجي، لكن ابنه وخليفته نجم الدين محمد وأحد أبنائه الآخرين وهو شرف الدين علي قُتلا في معركة في 3 أكتوبر 1242 في كسروان، شمال بيروت، على يد الصليبيين أو حلفائهم المحليين. وكان الصالح أيوب سلطان مصر الأيوبي قد طلب دعم نجم الدين محمد قبل مقتله، في محاولة الصالح أيوب للسيطرة على دمشق من عمه الصالح إسماعيل، رغم أنه من غير المعروف ما إذا كان محمد قد أجابه لذلك. كان الأيوبيون في دمشق قد تنازلوا عن منطقة الغرب والشوف القريبة للصليبيين في معاهدة 1240.

### العصر المملوكي

#### التقلبات بين المماليك والصليبيين والمغول والأيوبيين
انتقلت الإمارة البحترية في الغرب إلى أبناء محمد جمال الدين حجي الثاني (ت. 1298) وسعد الدين خضر (ت. 1314) وابن عم والدهم زين الدين صالح (ت. 1296). تزامنت قيادتهم مع فترة مضطربة في بلاد الشام على وجه الخصوص؛ فقد استعاد الصليبيون السيطرة على السواحل الشامية وسط الصراع الأيوبي، وأطاح المماليك بالأيوبيين في مصر في 1250 وانتقلوا لانتزاع السيطرة على الإمارات الأيوبية في بلاد الشام، بينما غزا المغول الخلافة العباسية في العراق ودمروها في 1258 ثم غزوا بلاد الشام بعد ذلك. ووفقاً للصليبي، فإن الظروف السياسية غير المستقرة في المنطقة تركت البحتوريين «يضعون قدماً في كل معسكر، وبالتالي يكسبون ود جميع الأطراف المعنية». ولتحقيق هذه الغاية، حافظت العائلة على علاقات ودية مع أمراء بيروت وصيدا الصليبيين، وأعلنت ولاءها للأمراء الأيوبيين، وحاولت إجراء مفاوضات مع مماليك مصر، وفكرت في استيعاب المغول. يسجل ابن يحيى ويؤرخ رسائل تعترف بالزعامة البحترية للغرب من أمير دمشق الأيوبي الناصر يوسف، والسلطان المملوكي أيبك، والحاكم المغولي هولاكو، ولوردات بيروت وصيدا.
أرسل الناصر يوسف حملة عقابية ضد البحتوريين في الغرب نتيجة خداعهم في 1255. لكن البحتوريون هزموا القوات النظامية لجيشه ورجال القبائل المتحالفين معه من بعلبك ووادي البقاع في قرية عيتات، بالقرب من مدينة عاليه الحديثة. في العام التالي، منح لورد صيدا حجي الثاني أرضاً زراعية في الدامور جنوب بيروت، على الأرجح كتعويض عن الخدمات التي قدمها لصيدا. وفي 1259، استسلم حجي الثاني وصالح للقائد المغولي كتبغا، الذي اعترف بممتلكاتهم في الغرب. عند سماع حملة السلطان المملوكي قطز إلى سوريا، اتفق الأمراء البحتريون على أن ينضم صالح إلى المعسكر المصري، بينما سيبقى حجي الثاني مع المغول وأي أمير مع الجانب المنتصر سيتوسط نيابة عن الآخر. حارب صالح مع المماليك عندما هزموا المغول في معركة عين جالوت في فلسطين، وعفا قطز عنه بسبب ولائه الأولي لكتبغا.
ظلت سلطة المماليك متشككة في ولاء البحتريين في العقود الأولى من حكمهم، في ظل استمرار الصليبيين في السيطرة على السواحل. حافظ الأمراء البحتريون على مظهرهم الخارجي كمسلمين سنة وقبلهم المماليك على هذا النحو. وأقر خليفة قطز، بيبرس، إقطاعاتهم في الغرب واستخدمهم كمساعدين في معاركه ضد الصليبيين ولجمع المعلومات. سجن بيبرس حجي الثاني وصالح والخضر بتهمة التعاون المزعوم مع كونت طرابلس الصليبي [الإنجليزية] بين عامي 1268 و1270، لكن خليفة بيبرس وابنه السعيد ناصر، أطلق سراحهم في 1278. ومع ذلك، لم تنقطع علاقات البحتريين مع بيروت، وفي 1280، منح لورد بيروت، همفري مونتفورت [الإنجليزية]، صالح أراضي بالقرب من شويفات مقابل تسليم الهاربين من بيروت الذين لجأوا إلى الغرب وحماية بيروت من هجمات سكان الغرب.

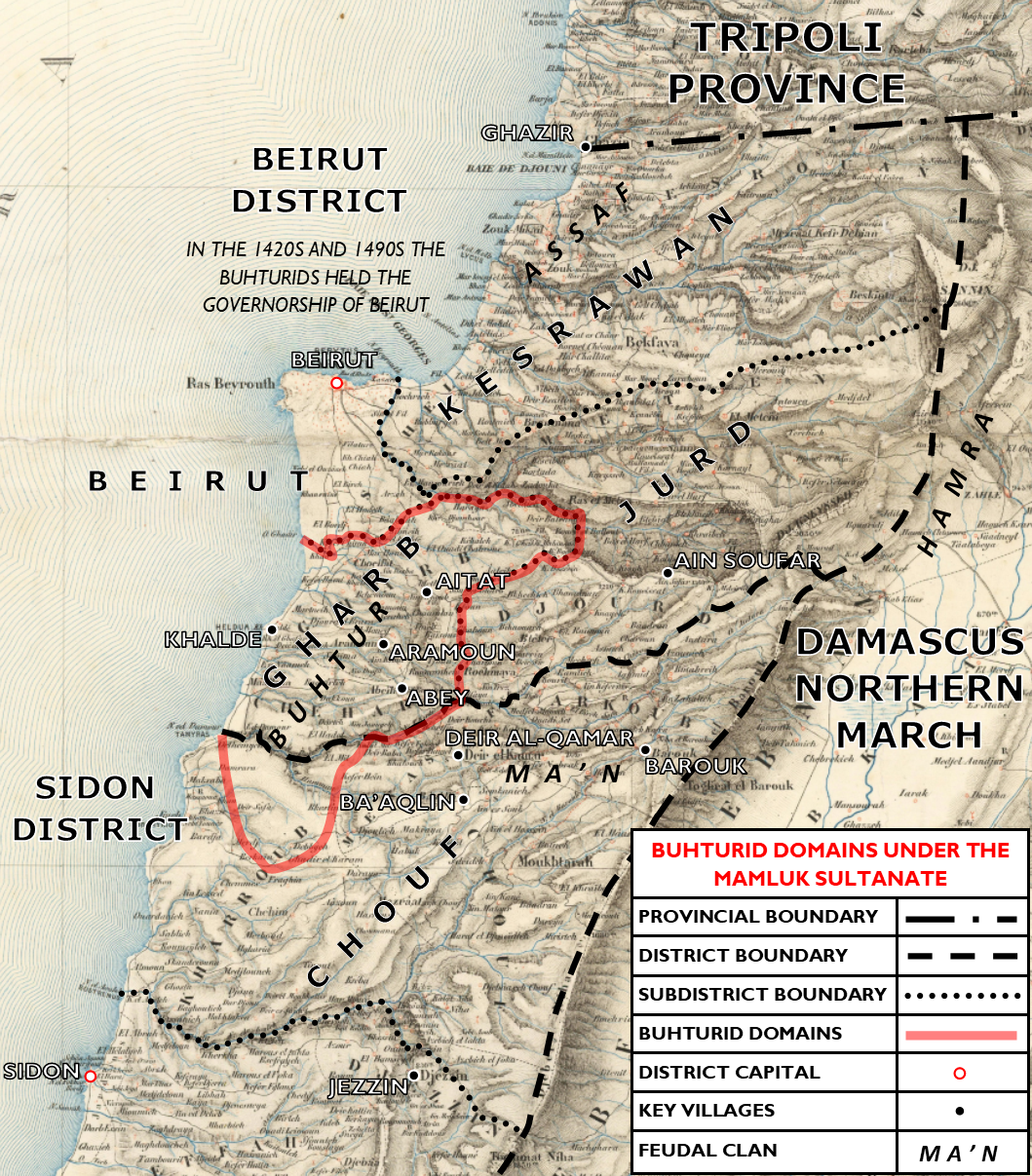
خريطة الأراضي البحترية في جبل لبنان تحت حكم المماليك.

#### دمجهم في أجناد الحلقة
صادر السلطان قلاوون (حكم من 1279 إلى 1290) إقطاعات البحتريين، بالإضافة إلى إقطاعات الزعماء المحليين الآخرين في الجبال الساحلية، في 1288. وبعد فتحه لكونتية طرابلس في العام التالي، عيّن قلاوون هذه الإقطاعات كاحتياطي دخل لأجناد الحلقة (الفرسان الأحرار من غير المماليك) المتمركزون في طرابلس. وقد تنازل الخضر، الزعيم البحتري البارز آنذاك، عن الزعامة لابنه ناصر الدين حسين. غزا خليفة قلاوون، ابنه الأشرف خليل، المعاقل الصليبية المتبقية على طول الساحل، بما في ذلك بيروت وصيدا، في 1291. لقد وازن حملة والده المركزية مع إدراك أن المحاربين الفلاحين ذوي الخبرة العسكرية في الغرب والمناطق الحدودية الجبلية الأخرى، والذين شكلوا عنصراً أساسياً في الدفاعات الساحلية للمسلمين، لن يقاتلوا بشدة إلا تحت قيادة زعمائهم المحليين. وكان حل الأشرف خليل هو إعادة البحتريين إلى بعض من إقطاعاتهم السابقة ودمجهم في أجناد الحلقة في 1292. أعاد خليفة الأشرف خليل، الناصر محمد، بقية إقطاعات البحتريين السابقة للعشيرة في 1294. وبعد خمس سنوات، منح البحتريون المأوى لقوات المماليك الفارة من تقدم المغول بعد هزيمة المماليك في معركة وادي الخزندار بالقرب من حمص، على عكس الهجمات المحلية التي واجهها المماليك أثناء عبورهم كسروان.
خُصصت رُتب للأمراء البحتريين وتولوا قيادة عدد من قوات المماليك، وفقاً لدرجات الإمارة. فأصبح حسين ود أمير ثلاثة بينما أصبح ابن عمه حفيد صالح شمس الدين كرامة بن بحتر أمير عشرة. شارك حسين وابنا عمه محمد وأحمد، وكلاهما أبناء حجي الثاني، في الحملات التأديبية في كسروان ضد المتمردين الدروز والعلويين والمسلمين الشيعة والموارنة في 1305. عزز مقتل محمد وأحمد خلال الحملات مكانة حسين القيادية. وفي العام التالي، كُلف أمراء العشيرة رسمياً بحماية ميناء بيروت، وإخطار السلطات بالغارات البحرية القبرصية، ومساعدة السلطات في صدها. وتمركز المستوطنون التركمان في كسروان وقاموا بالتنسيق عسكرياً مع البحتريين. ساعد البحتريين وأشرف عليهم وحدات متناوبة من أجناد الحلقة من بعلبك، العاصمة الإدارية للتخم الشمالية لولاية دمشق، والتي كان قضاء بيروت يتبعها. حصل الحسين على رتبة كرامة بن بحتر وإقطاعه بعد وفاته في 1307.
خسر البحتريون إقطاعاتهم في المسح المساحي للشام في 1313 الذي أمر به الناصر محمد. أُعيد توزيع الإقطاعات في جميع أنحاء المنطقة، مع إعادة تعيين حاملي الإقطاعات الأصغر حجماً بما يتماشى مع رتبهم وغالباً في مناطق بعيدة عن مساكنهم. وضغط حسين على الأمير تنكز، والي دمشق المملوكي، لإعادة العشيرة إلى إقطاعاتها في جبل لبنان خشية أن تهلك القوات الموجودة في منطقتهم، «لأنها موطنهم وموطن رجالهم وعشيرتهم، ولا يمكنهم الاستفادة من أي ممتلكات أخرى.» وافق المماليك على ترك إقطاعات البحتريين سليمة، وبالتالي إضفاء الطابع الرسمي على النظام الوراثي لحيازة أراضي الإقطاعات الذي أصبح تقليدياً في جنوب جبل لبنان. ترقى الحسين إلى أمير عشرين في 1314، لكن إقطاعه لم يزد. ساعد الحسين في صد عدة غارات قبرصية وجنوية ضد بيروت بين 1306 وحتى تقاعده في 1348، وشارك في حملة ضد السلطان المملوكي المخلوع الناصر أحمد في الكرك في 1343.
خلف حسين ابنه زين الدين صالح الثاني (ت. 1377). نقل صالح الثاني زعامة البحتريين إلى ولديه شهاب الدين أحمد (ت. 1382) وسيف الدين يحيى (ت. 1388) في 1373، واللذين حكما سوياً. نجح الأول في تجاهل الأمر المملوكي بقطع أشجار البرقوق في الشوف لصنع السهام، مما أنقذ الفلاحين الدروز من الخسائر الزراعية والسخرة. وساهم ذلك في احترام السكان المحليين للبحتريين. ومع ذلك، لم يصل خلفاؤهم في الغالب إلى شهرة البحتريين الأوائل، على الرغم من أن هذا قد يكون مرتبطاً بالانحدار العام وعدم الاستقرار السياسي في سلطنة المماليك بعد وفاة الناصر محمد في 1343. دخل يحيى في صراع مع والي دمشق المملوكي بعد أن اتهمه الأخير بعدم الكفاءة في صد غارة جنوية على بيروت في 1382 وإظهار تعاطفه مع الشيعة المحليين خلال نزاع مع السنة في بيروت.

#### أوج قوتهم وأفولهم
عند انتقال سلطنة المماليك من سلاطين الأتراك إلى سلاطين الجراكسة في عهد السلطان برقوق في 1382، جاء نصيب البحتريين مع الأخير. استعاد الأتراك سلطتهم في 1389، حيث حاصر برقوق دمشق، بدعم من العديد من الأمراء السوريين، بما في ذلك البحتريين. واستغل تركمان كسروان، الذين دعموا السلاطين الأتراك، الفرصة لمداهمة التلال المحيطة ببيروت، وإبادة أمراء أبي الجيش ومهاجمة الأرسلانيين. وشرعوا في مداهمة البحتريين في الغرب بعد استعادة برقوق منصبه في 1390، لكنهم لم يتمكنوا من الاستيلاء على معاقلهم في عيناب وعرمون. أرسل برقوق ضد التركمان، البحتريون ورجال قبائل البدو من وادي البقاع وقوات المماليك النظامية التي هزمتهم. ومع ذلك، لم يقم برقوق بتوسيع نطاق حلفائه من البحتريين وأبقى التركمان في كسروان، ربما لتجنب زيادة السلطة المحلية للبحتريين أو لمنع إجهاد قواتهم.
نمى البحتريون مشاريعهم التجارية، وصدروا الحرير وزيت الزيتون والصابون من بيروت وأقاموا علاقات تجارية مع المسؤولين المماليك في مصر. وقد وصلوا إلى ذروة قوتهم في عهد سلطنة برسباي (1422-1438). وعيّن السلطان الأمير البحتري عز الدين صدقة متولياً (حاكماً) لبيروت، وهو أول فرد في الأسرة يصل إلى هذا المنصب، بينما ترقى ابن يحيى إلى رتبة أمير عشرين (قائد على عشرين مملوكاً). شارك ابن يحيى وأمير من خصومه من بني الحمراء في حملة بحرية ضد قبرص في 1425، وبعد ذلك منح برسباي أمير بني الحمراء ممتلكات في بيروت؛ وعندما اغتيل الأمير على يد قائد مملوكي، حصل ابن يحيى على ممتلكاته. رد بنو الحمراء بالاعتداء على مقر إقامة البحتريين في بيروت والتخطيط لنصب كمين لابن يحيى في وادي البقاع. لكن كُشفت مؤامرتهم وقبض والي دمشق على زعيم بني الحمراء وأعدمه.
أقنع الأمير البحتري جمال الدين حجي والي دمشق بإقالة أمير بني الحنش البدوي ناصر الدين محمد من ولاية بيروت في 1496. وتعينه مكانه. ثار ناصر الدين محمد في 1505 وأغار على بيروت ودمر مستودعات الصابون الخاصة بجمال الدين. دعم آل معن تحت قيادة الأمير فخر الدين عثمان ناصر الدين ضد البحتريين. أعاد المماليك ناصر الدين إلى بيروت في 1512. وجاء نفوذ آل معن المتزايد تحت قيادة فخر الدين عثمان على حساب صدارة البحتريين بين دروز جبل لبنان.

## العصر العثماني

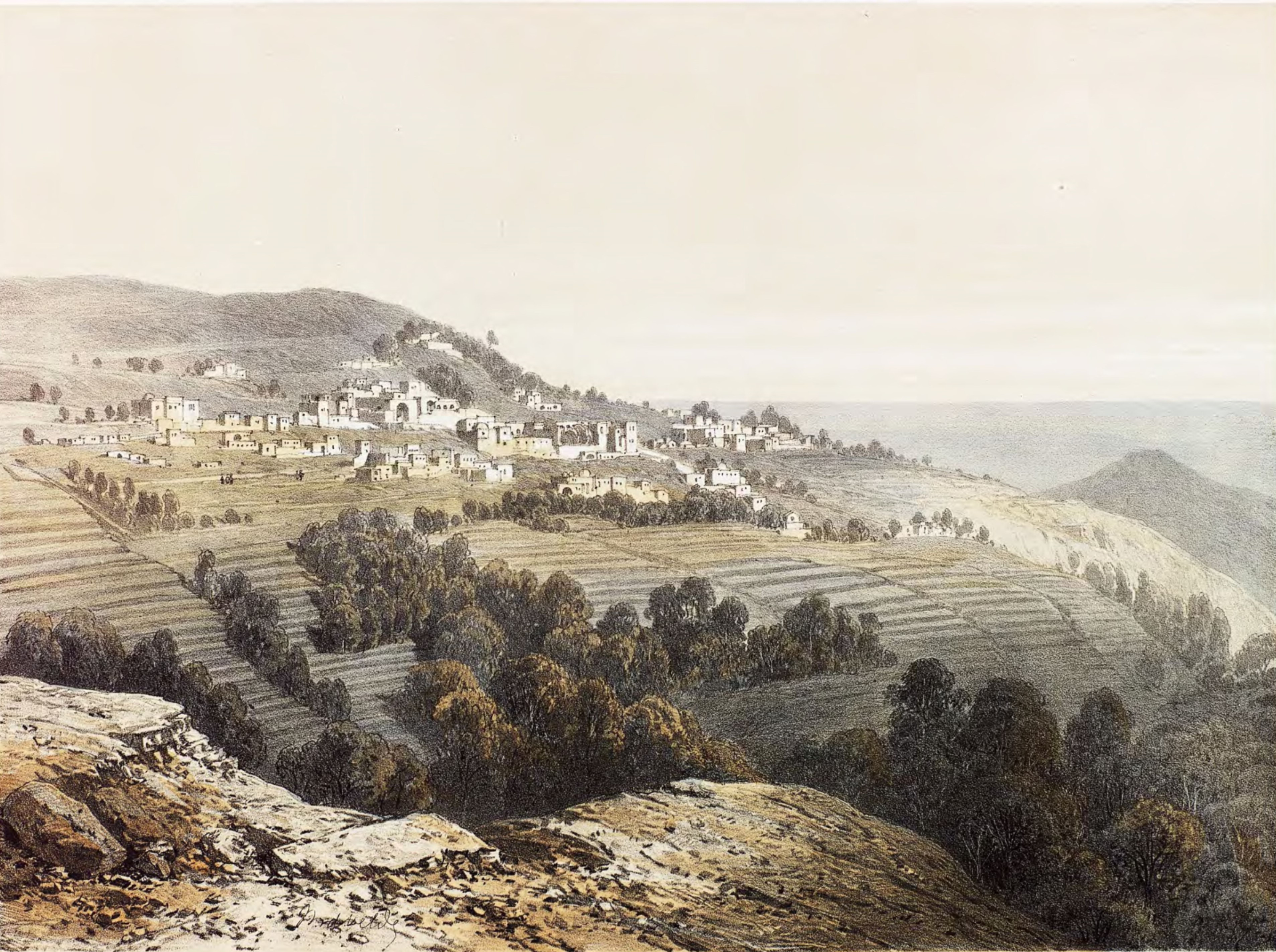
عبيه (رسمت في 1857)، إحدى القرى البحترية في الغرب.

كان شرف الدين يحيى هو أبرز الزعماء البحتريين إبان الفتح العثماني للشام في 1516، والذي قدم الولاء للسلطان العثماني سليم الأول في دمشق عامي 1516 و1517. وفي المرة الأولى، أقر السلطان إقطاع البحتريين في الغرب. يسجل بن سباط [الإنجليزية] المؤرخ الدرزي المقيم في الغرب (ت. 1520) أن يحيى هو الزعيم الدرزي الوحيد الذي رحب بسليم في دمشق، على عكس تاريخ الدويهي الذي يذكر أن زعماء معن رحبوا أيضاً بسليم، وهو ما اعتبره الصليبي مشكوكاً فيه. سَجَن جان بردي الغزالي والي دمشق يحيى في 1518، بزعم دعمه ثورة ناصر الدين محمد من بني الحنش ضد سليم. وقد نُقلا إلى سجن سليم في حلب ثم أطلق سراحهما بعدما وبخهما السلطان. وفي العام التالي، سَجَن نائب جان بردي جمال الدين حجي في دمشق ولم يسمع عنه خبر مرة أخرى.
أقام العثمانيون أمراء الغرب البحتريين على نظام الالتزام (مزارع ضريبية محدودة المدة) في الغرب وبيروت والمناطق الفرعية المجاورة. استولى علي شرف الدين نجل جمال الدين وابنه محمد معاً على مزارع الغرب الضريبية في 1562-1565 و1566-1569، ومزارع كسروان مع آل عساف في 1565-1568، وجزء كبير من بيروت مع آل عساف في 1566-1570، وعائدات الملح من موان بيروت وصيدا وعكا مع قريبهم البحتري ناصر الدين محمد بن سيف الدين أبو بكر في 1568-1569. كما سُجل أن شرف الدين علي ومحمد كونهما من أصحاب التيمار (منح الأراضي) في الغرب في 1569، وهي المنح التي أعيد إقرارها في 1576. ربما تجنب شريف الدين علي مكيدة محتملة لقتله لما تجنب استدعاء والي دمشق له في 1568؛ فيما أُعدم أمير بني الحنش في دمشق بعد استجابته لنفس الاستدعاء. أصدرت الحكومة الدولة العثمانية أوامر إلى والي دمشق بمصادرة بنادق شرف الدين علي بجانب بنادق آل عساف وآل معن وآل الصواف في 1572.

### في ظل سيادة آل معن
أطلق العثمانيون حملة تأديبية على جبل الدروز في 1585. وقبض الوزير العثماني إبراهيم باشا على محمد ابن شرف الدين علي ومنذر التنوخي أمير عبيه في الغرب، حفيد ناصر الدين محمد، وسجنهما في القسطنطينية لفترة قصيرة. في العام التالي، استعاد محمد التزامه في الغرب. توفي الهدف الرئيسي للحملة، الأمير قرقماز المعني، مختبئاً في 1586. وخلفه ابنه فخر الدين الثاني، الذي كانت والدته الست نسب أختاً لمنذر، كزعيم للشوف في حوالي 1590. وكان في حماية عمه سيف الدين شقيق المنذر خلال السنوات الست السابقة. عُين فخر الدين على مزارع الضرائب في الشوف والغرب ومعظم جبل الدروز، إلى جانب بيروت وصيدا خلال تسعينيات القرن السادس عشر. ونُصب والياً على سنجق صيدا-بيروت في 1593. وفي ذلك العام، قاد ابن شرف غارة على وادي البقاع مع آل الصواف وأبو اللمع من المتن.
تنامت قوة فخر الدين في سوريا، فيما اعتبرته السلطات العثمانية في دمشق والقسطنطينية تهديداً، وجرى استهدافه في حملة قادها والي دمشق حافظ أحمد باشا في 1613. وكان حسن نجل محمد في ذلك الوقت يتقاسم المزارع الضريبية من ناحية جنوب جبل لبنان مع عائلتي سيفا وعلم الدين في عكار والمتن على التوالي. قُتل شقيقه شرف الدين على يد قوات حافظ أحمد باشا في قرية قريبة من جزين في 1614. في هذه الأثناء، هرب فخر الدين إلى أوروبا تاركاً شقيقه يونس وابنه علي مسؤولين عن أملاك معن المنهارة. ومع ذلك، أُعيد تعيينهما على سنجق صيدا-بيروت في 1615 وبعد ذلك، أقاما حلفاءهما البحتريين، منذر على التزام بيروت وابن أخيه ناصر الدين (على الأرجح ابن سيف الدين) على الغرب والجرد. بعد ثلاث سنوات، اختلف منذر وناصر الدين مع علي حول مقر إقامة منذر السابق في بيروت، ولكن تُرك هذا الأمر عندما عاد فخر الدين الثاني من المنفى. لاحقاً، دخل نجل ناصر الدين في نزاع مع علي المعني حول التزام الغرب في 1622 وحصل على ملجأ مؤقت في نابلس.
قبض العثمانيون على فخر الدين وسجنوه في 1633، وعينوا مكانه علي علم الدين على الشوف. في ذلك العام زحف بنو علم الدين ضد أنصار فخر الدين وعشيرته. وذبحوا عشيرة البحتريين بأكملها في هجوم مفاجئ خلال اجتماع مع زعماء العائلة في مقرهم في عبيه. ويروي الدويهي تفاصيل مقتل علم الدين للزعيم البحتري البارز يحيى العقيل والزعماء الصغار محمود وناصر الدين وسيف الدين (ابن ناصر الدين)، ثم مقتل أبنائهم الثلاثة الصغار في برج مجاور «لم يتركوا أي طفل يخلفهم». ووصف هاريس القضاء على آل بحتر بأنه «محو اسم لامع في تاريخ لبنان خلال العصور الوسطى».

## تقييمهم
حافظ البحتريون على درجة كبيرة من الحكم الذاتي المحلي في جبل لبنان لما يقرب من أربعمائة عام قبيل الحكم العثماني. مهد حكمهم الطريق لهيمنة المعنيين على جبل لبنان وضواحيه خلال القرنين السادس عشر والسابع عشر. وفقاً للصليبي، فإن قوة بقاء البحتريين جعلت جبل لبنان «مختلفاً كلياً عن المناطق الأخرى في سوريا»، وحفاظهم على «نظام إقطاعي وراثي في جنوب [جبل] لبنان.. كان بمثابة أساس لحكم ذاتي لبناني في ظل حكم العثمانيين».

## الملاحظات
1. ↑  نظراً لأن تاريخ البحتريين سُجل لأول مرة خلال القرنين الخامس عشر والسادس عشر من قبل المؤرخين الدرزيين المحليين صالح بن يحيى وابن سباط، فإن المؤرخ قيس فرو يتساءل عما إذا كانت القرابة الفعلية بين البحتريين وتنوخي جنوب جبل لبنان، الذين ذُكروا في الرسائل المقدسة الدرزية في القرن الحادي عشر من استنباط هذين المؤرخين.[3]
2. ↑  وفقاً لفيرو، تأثر التنوخيون في شمال سوريا بالإسماعيلية، وهي فرع رئيسي من المذهب الشيعي، كما يتضح من «التحيز الإسماعيلي القوي» لشاعر القرن العاشر المعري، الذي كان ينتمي إلى القبيلة.[11]
3. ↑  قرية دارسة حالياً في شحار الغرب.